# Bodo Eckmann
Bodo Eckmann (* 29. März 1953) ist ein deutscher Boxsportfunktionär, Arzt und Musikmanager.

## Leben
Eckmann, der in den 1970er Jahren ein talentierter Leichtathletik-Mehrkämpfer war und 1982 an der Universität Hamburg seine Doktorarbeit zum Thema „Statistische Untersuchungen über das Vorkommen der verschiedenen Keimzellen in den Tubuli seminiferi bei Oligozoospermiepatienten“ abschloss, wurde als niedergelassener Arzt in Hamburg in einer Endoskopiepraxis tätig. Noch als Student betreute Eckmann Künstler aus dem Unterhaltungsgeschäft als Fitnesstrainer und arbeitete bei der Veranstaltung von Tourneen von Udo Lindenberg, Otto Waalkes und ABBA mit. Für die schwedische Musikgruppe arbeitete er während der letzten Auftritte in Deutschland als Tourneeleiter. Des Weiteren war Eckmann jahrelang Manager und Leibarzt von James Last.
Bei Boxsportveranstaltungen war er ebenso wie seine Ehefrau Silke als Ringarzt im Einsatz. 1997 trat er auch dank der Unterstützung der beiden damals einflussreichsten deutschen Boxpromoter Klaus-Peter Kohl und Wilfried Sauerland als Nachfolger von Alois Teuber das Amt des Präsidenten Bundes Deutscher Berufsboxer (BDB) an. Der Verband hatte in den vorangegangenen Wochen und Monaten für Negativschlagzeilen gesorgt, Eckmann gab deshalb als eines seiner Ziele aus: „Wir müssen raus aus den Schlagzeilen“. Vom Hamburger Abendblatt wurde er 2001 als „der lautloseste Funktionär im deutschen Sport“ bezeichnet, da Eckmann sein Amt von der Öffentlichkeit meist unbemerkt ausübte und darauf bestand, dass es nicht um ihn, sondern um die Boxer gehe. Ihm wurde zugeschrieben, „den ehemals zerstrittenen und von kleineren Skandalen erschütterten Verband“ geordnet zu haben. Nach Einschätzung des Hamburger Abendblatts lehnte Eckmann „konsequent jede Art von persönlicher Vorteilnahme ab und verringerte öffentliche Auftritte auf ein Minimum“.
In Eckmanns Amtszeit fiel aber auch der Austritt des Boxstalls Sauerland Event zu Beginn des Jahres 2004, unter anderem wegen Vorwürfen gegen BDB-Vizepräsident Hans Högner, der sich rassistisch und antisemitisch geäußert haben soll. Eckmann wurde seitens Sauerland „fehlende Distanzierung“ von Högner vorgeworfen. Eigener Aussage nach konfrontierte Eckmann Högner mit den Vorwürfen, der daraufhin schriftlich geäußert habe, diese nicht getätigt zu haben. „Es ist jedoch völlig aberwitzig, dem BDB oder mir Ausländerfeindlichkeit zu unterstellen“, betonte Eckmann im Januar 2004. Mit dem Sauerland-Austritt musste der von Eckmann geführte Verband fortan auf rund 30 Prozent der Jahreseinnahmen verzichten. Er wurde als Vertrauter von Klaus-Peter Kohl, dem Gründer des Hamburger Boxstalls Universum, bezeichnet, dessen Arzt er einst war und der ihn auch als Präsident des BDB vorschlug. Von Promoter Ahmet Öner wurde Eckmann im Juli 2009 beschuldigt, von „Universum gesteuert“ zu werden. Den Vorwurf, Kohls Boxstall hörig gewesen zu sein, wies Eckmann zurück: „Universum [hat sich] immer an die Regeln gehalten, deshalb haben wir uns stets gut verstanden“, betonte Eckmann im Februar 2010. Er hatte bei seiner Wahl im Jahr 1997 seine Unabhängigkeit betont: „Egal, aus welchem Lager die Gesprächspartner kommen, das ist sekundär. Ich habe jedenfalls keine persönlichen Interessen und bin zu allen Diskussionen bereit“. Eckmann blieb bis April 2010 BDB-Präsident. „Ich weiß, dass ich nicht nur Freunde habe. Mir ging es immer um die Sache“, bilanzierte er nach seiner Amtszeit. Der BDB habe sich unter Eckmanns Führung „von einer kleinen Interessensvertretung zu einem effizienten Sportverband“ gewandelt, kommentierte das Hamburger Abendblatt.